# Кудрино (Лотошинский район)
Кудрино — деревня в Лотошинском районе Московской области России.
Относится к городскому поселению Лотошино, до реформы 2006 года относилась к Кировскому сельскому округу. Население — 3 чел. (2010).

## География
Расположена в северной части городского поселения, примерно в 8 км к северо-западу от районного центра — посёлка городского типа Лотошино, на правом берегу реки Руссы, впадающей в Лобь. В 2 км юго-западнее находится озеро Большое Соколово. Соседние населённые пункты — деревни Звягино и Пешки.

## Исторические сведения
По сведениям 1859 года — деревня Татьянковской волости Старицкого уезда Тверской губернии (Лотошинский приход) в 46 верстах от уездного города, на равнине, при реке Русце, с 11 дворами, прудом, 5 колодцами и 83 жителями (46 мужчин, 37 женщин).
В «Списке населённых мест» 1862 года Кудрино — деревня 2-го стана Старицкого уезда по Волоколамскому тракту, при реке Рузце, с 9 дворами и 107 жителями (58 мужчин, 49 женщин).
В 1886 году — 20 дворов и 154 жителя (75 мужчин, 79 женщин).
В 1915 году насчитывалось 35 дворов, а деревня относилась к Федосовской волости.
С 1929 года — населённый пункт в составе Лотошинского района Московской области.

## Население
| 1859 | 1886 | 2002 | 2006 | 2010 |
| ---- | ---- | ---- | ---- | ---- |
| 107  | ↗154 | ↘6   | ↘2   | ↗3   |